# Orsola Maddalena Caccia
Orsola Magdalena Caccia nacida(1596-1676), fue una pintora manierista italiana y monja cristiana. Ella pintó imágenes religiosas, retablos y naturalezas muertas.

## Biografía
Hija del pintor Guillermo Caccia y Laura Olivia, fue bautizada Teodora Orsola el 4 de diciembre de 1596. En 1620, ingresó en el convento de las ursulinas de Bianzè, donde cambió su nombre a «Orsola Magdalena» después de haber hecho sus votos. Cuatro de sus hermanas ya habían profesado en el mismo convento. Dos años más tarde, su otra hermana se unió a ellas, reuniendo a las seis hermanas al mismo tiempo. En ese momento, Bianzé era un puesto fortificado en la frontera entre las tierras de los Gonzaga, los duques de Mantua y Monferrato, y el ducado de Saboya, y estaba a menudo en el camino de estos ejércitos en guerra. Para encontrar un hogar más seguro para sus hijas, Guglielmo solicitó y recibió permiso para fundar el convento de las ursulinas en Moncalvo del obispo de Casale Monferrato , monseñor Scipione Agnelli. Usó su propio dinero e hizo que las casas que tenía disponibles pagaran por este proyecto.  En 1625, Orsola y sus hermanas se mudaron al convento recién fundado. Su padre murió pocos meses después de que se estableciera el convento y dejó dibujos, marcos y otras herramientas de arte para sus hijas. Antes de su muerte, había fomentado la pintura como una vocación para las ursulinas de Moncalvo. De sus seis hijas y dos hijos, Orsola y su hermana Francesca, que murió a una edad temprana, fueron sus dos únicos hijos que se hicieron pintores. Ella era conocida como la líder de las mujeres en el arte en cuanto se trata de pintura religiosa. Sin ella, las monjas no habrían podido explorar su lado artístico pero religioso. Más tarde en su vida, Orsola se convirtió en la abadesa del convento, sobrevivió a todas sus hermanas y se dedicó a la pintura hasta su muerte en 1676.

## Carrera artística
La hermana Orsola comenzó su carrera trabajando como asistente de su padre. Aprendió a pintar mezclando los pigmentos de colores para pintar y representar las figuras secundarias en las pinturas de su padre. Ella fue una artista prolífica y la mayoría de sus obras se encuentran diseminadas por las pequeñas localidades de Monferrato. Se dice que ella pintó la primera pintura de flores registrada en Italia.
Luego pasó a organizar un taller de pintura en el convento de Moncalvo, donde contrató estudiantes y asistentes. La pintura como un comercio fue alentada en el convento, ya que proporcionaba un medio de apoyo. Varias de las piezas de la hermana Orsola fueron pintadas por encargo. No únicamente se encargó sus obras, lo que hizo en privado y en público, sino que allanó el camino para que las monjas se convirtieran en artistas. En dos cartas dirigidas a Cristina de Francia escritas en 1643, ella pidió que se le diera una oportunidad de trabajo remunerado ya que su convento estaba sufriendo de pobreza.
Ayudó a traer pintura de bodegones o naturaleza muerta al noroeste de Italia. La idea de arte religioso extremadamente detallado también se debió a Orsola. Ella trajo gente para que se dieran cuenta de que las escenas de la Biblia eran muy importantes para la historia. También comenzó a usar el simbolismo en sus pinturas, como las rosas que significan virgen y Ox que significan la muerte de Jesús.

## Obras
La hermana Orsola creó pinturas de género religioso, retablos y naturalezas muertas que variaron poco a lo largo de los cincuenta años que se dedicó a pintar. La mayoría de sus obras transmiten el repertorio de modelos figurativos y tipos de composición que estudió en el estudio de su padre durante su adolescencia. En comparación con sus numerosos retablos y pinturas religiosas, Orsola creó algunas obras de naturaleza muerta. Ella comúnmente insertaba piezas de naturaleza muerta en muchas de sus obras religiosas. Estos elementos de la naturaleza muerta son un reflejo de los tipos de objetos a los que ella tenía acceso en el convento y los cuales podía estudiar. Muchos de sus bodegones se consideran inusuales y notables en su invención y calidad estilística. Cada elemento está meticulosamente colocado y equilibrado por otras figuras en la composición.  También representó varias especies de flores y otras plantas en sus obras. Las pinturas de Orsola son reconocibles como sus creaciones, ya que están llenas de espiritualidad y son realistas en su precisión. A medida que pasan los años, se siguen descubriendo más obras suyas y se le atribuyen correctamente después del etiquetado inicial erróneo.

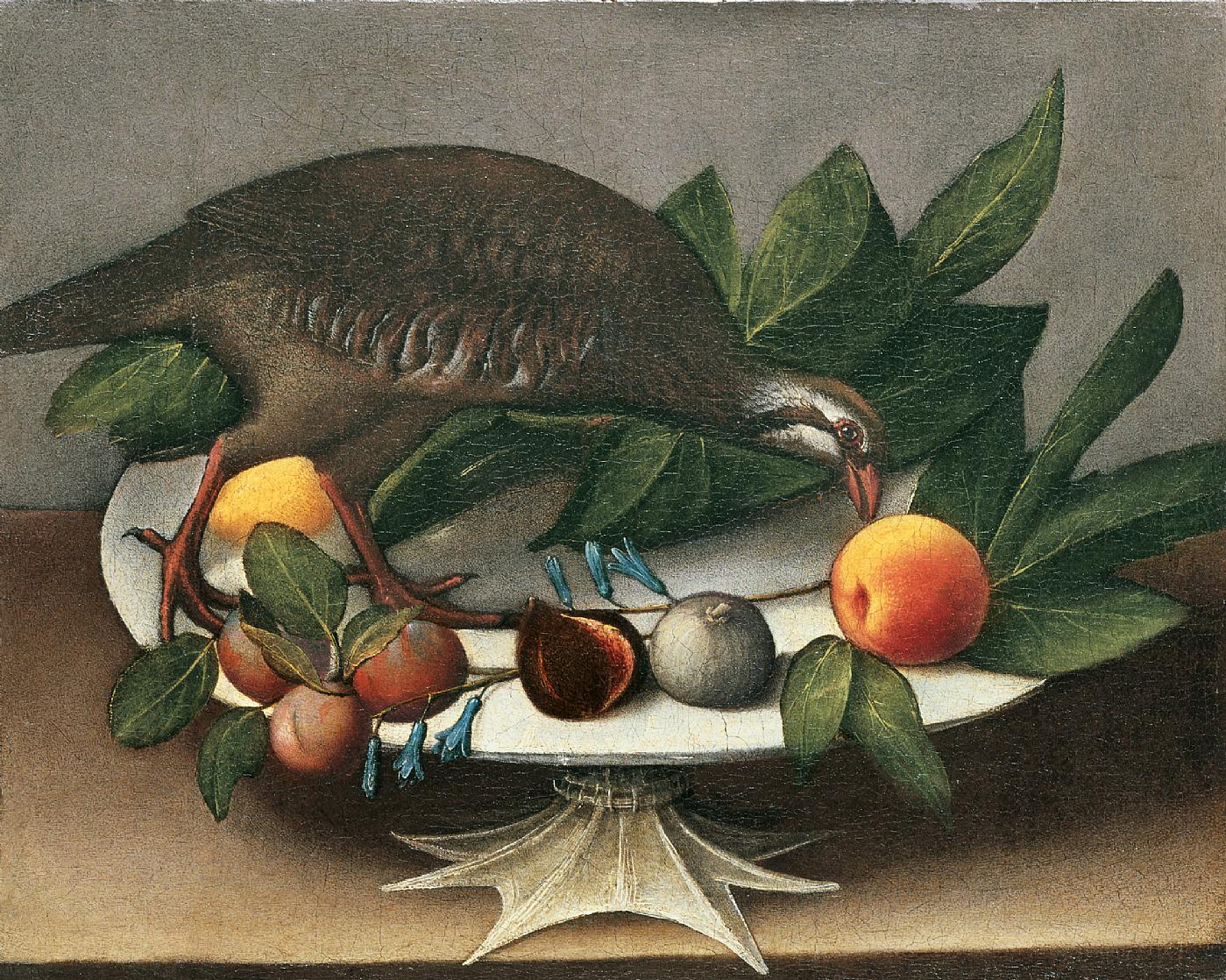
Naturaleza muerta
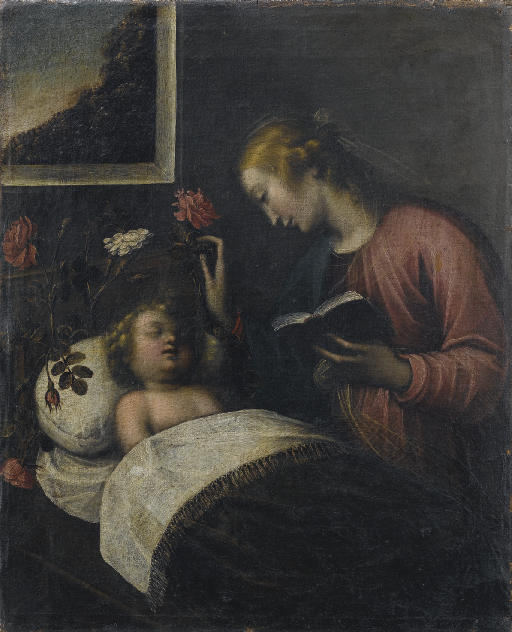
Madonna col bambino
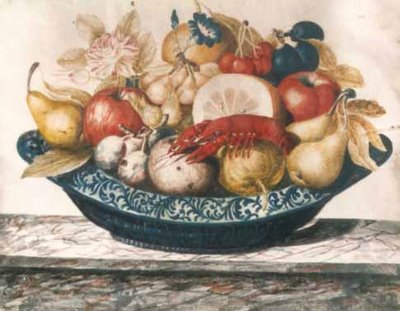
Naturaleza muerta

### Obras destacadas
El Nacimiento de la Virgen de Orsola probablemente fue creado alrededor de 1635. La procedencia original de esta imagen es desconocida, por lo que es difícil establecer el año exacto en que fue realizada. Originariamente, fue atribuida a su padre, luego reasignado al taller familiar, y finalmente identificado como una de las obras de Orsola. En 1838, ingresó en la Pinacoteca del Estado de São Paulo a petición de Marchese Luigi Malaspina. A menudo se considera como una de sus obras más conocidas. Representa la historia sagrada del nacimiento de la Virgen María con una gran cantidad de detalles. Tres mujeres cuidan a la madre de María, Ana que está acostada en su cama después del parto, mientras que otras tres se preparan para lavar al recién nacido y calentar trozos de tela al fuego. En esta escena se insertan diversos elementos de naturaleza muerta que son notables por su precisión y calidad. Por ejemplo, una mesa en el lado izquierdo de la imagen tiene una elaborada ánfora en espiral y una bandeja de fruta con un limón cortado. Además, una joven que avanza hacia la cama de Ana sostiene una jarra de vino y un vaso para beber en un plato redondo. Las cortinas del fondo, el dosel de terciopelo sobre la cama de Ana, el borde de los manteles y las mantas, junto con el encaje en las sábanas están representados con una precisión intensa. Esta pintura ha sido asociada con dos dibujos de su padre como fuentes de su inspiración.
Otra obra famosa de Orsola es su Naturaleza muerta con flores, frutas, hongos, jilguero y abubilla. Como Orsola creó naturalezas muertas durante un largo período de tiempo, es difícil asignar una fecha exacta para cuando se creó esta imagen. Dado que está hecho con una paleta de colores brillantes, la pintura se coloca sobre el panel de forma más gruesa y se asemeja a un trabajo que realizaba al final de su carrera, generalmente se ha aceptado que este trabajo se pudo hacer entre 1645 y 1650. Esta obra fue originalmente atribuida a Orsola por la historiadora de arte italiana Mina Gregori. El formato horizontal atípico de la pintura sugiere que estaba destinado a colocarse sobre una puerta, insertarse en un panel de madera de una pared, o para adornar un gabinete en una sacristía. Los objetos parecen estar dispuestos en un vierteaguas de la ventana ubicado en una pared de una habitación que se abre hacia una vista del cielo que está salpicado de nubes grises. La imagen se destaca por su representación de especies inusuales de plantas y animales y su composición rítmica que se forma alrededor de las alternancias de color. Los animales y plantas poco comunes en la imagen son el hibisco, el lirio turco, la abubilla y el hongo. La representación real de las formas de las plantas ha llevado a la creencia de que Orsola usó impresiones y tratados científicos para aprender a representar la vida vegetal de manera realista. Las aves simbolizan las facetas del cristianismo, ya que el jilguero es una referencia a la Pasión de Cristo, mientras que la abubilla es un símbolo del pecado. También reproduce fielmente un gran hongo del bosque de la especie de clavariaceae de tallo blanco y carnoso y sus ramas agrupadas de amarillo ocre. Este hongo alude a la vida regenerada después de la muerte a través de la fermentación o descomposición orgánica. Por lo tanto, el hongo es el tercer elemento en un triángulo simbólico colocado en el centro de la composición entre las dos aves, que juntas simbolizan el pecado, el sacrificio y la resurrección.
Otra pieza de arte muy conocida es San Lucas Evangelista en el Estudio, que muestra a San Lucas en su estudio, pintando a la Virgen María y al bebé Jesús. Esto no era únicamente un comentario sobre san Lucas, sino sobre su vida y cómo era realmente lo que ella veía a diario. Este fue un gran ejemplo de muchas de las obras de Orsola. Está lleno de detalles de la vida real. Algo único que tocó Orsola fue que san Lucas no era únicamente un pintor sino también un escultor en su pintura. La estantería detrás de él muestra un buey y ángeles para mostrar que san Lucas fue un evangelista y las flores de María muestran su virtud.